# Free Fire
Free Fire (також відома як Free Fire Battlegrounds і Garena Free Fire) — умовно-безкоштовна мобільна мультиплеєрна онлайн-гра в жанрі королівської битви, розроблена компанією 111dots Studio та видана Garena у 2017 році для платформ Android та iOS. Є однією з найпопулярніших мобільних ігор у цьому жанрі.

## Ігровий процес
Free Fire — це екшн, у якому гравці змагаються в режимі «королівської битви», тобто воюють між собою за право стати останнім, хто вижив. Головною відмінністю Free Fire від інших ігор у жанрі королівської битви є наявність системи розвитку персонажів та їхніх навичок.
Гравець може вибрати, як увійти в матч: наодинці, в парі, утрьох або загоном із чотирьох осіб. На початку матчу персонажі, керовані гравцями, без будь-якого екіпірування перебувають на борту літака, який летить над картою. При цьому маршрут польоту вибирається випадковим чином. Після приземлення гравці можуть оглядати споруди в пошуках зброї та спорядження, яке допоможе їм вижити і перемогти інших гравців. Як і в інших іграх жанру, убиті гравці залишають своє екіпірування на місці смерті.
Кожні кілька хвилин ігрова область карти зменшується у випадковому місці, водночас будь-який гравець, який опинився за межами безпечної зони, починає отримувати шкоду, що в кінцевому підсумку призводить до його смерті та закінчення для нього матчу, якщо він не встигне дістатися до безпечної зони вчасно. Також під час матчу у випадкових областях карти виникає червона зона, яка піддається бомбардуванню, що створює загрозу для гравців, які перебувають у цій області. У середньому повний матч триває не більше 10 хвилин.

## Розробка
Гра розроблена в'єтнамською компанією 111dots Studio, керівником проєкту є Форрест Лі, генеральний директор і засновник сінгапурської платформи електронної комерції Shopee і компанії Garena. Free Fire була розроблена на основі ігрового процесу гри PlayerUnknown's Battlegrounds, що популяризувала жанр королівської битви. 3 листопада 2017 року в Таїланді, В'єтнамі, Сінгапурі, Малайзії, Індонезії та на Філіппінах стартувало закрите бета-тестування гри на платформі Android. 4 грудня 2017 року відбувся повноцінний реліз гри.
У 2020 році стало відомо, що Garena працює над поліпшеною версією Free Fire під назвою Free Fire Max. У квітні 2021 року було відкрито попередню реєстрацію на Free Fire Max для країн MENA. Її випуск був намічений на 9 червня того ж року.

## Критика
Рецензент видання GamePrime Мухаммад Білал Шарір відзначив перевагу графіки для телефонів бюджетного рівня, але також заявив, що «якщо ви полюбляєте ігри з хорошою графікою, то ми не рекомендуємо грати у Free Fire Battlegrounds. Але якщо вам подобаються ігри в жанрі королівської битви, і ви хочете повеселитися з друзями, вам обов'язково варто пограти».
Таїс Карвалью з TechTudo, порівнюючи Free Fire з іншою мобільною грою цього ж жанру Rules of Survival, зауважила, що Battlegrounds «віддає перевагу продуктивності, що робить її чудовим вибором для пристрою будь-якого рівня. Ігровий процес виділяється і має достатньо контенту для розваги та пропонує вартісні битви». Також оглядачка залишилася задоволена прогресом персонажів і їхніх навичок, сказавши, що це «розкішне доповнення» для гри.

## Здобутки
Free Fire — одна з найпопулярніших мобільних ігор у жанрі королівської битви після PUBG Mobile, Fortnite і Call of Duty: Mobile. Free Fire була четвертою найбільш завантажуваною грою в Google Play у четвертому кварталі 2018 року і четвертою найбільш завантажуваною грою у світі в 2018 році в магазинах додатків App Store і Google Play. У 2018 і 2020 роках Free Fire потрапила в топ-10 найбільш завантажуваних мобільних ігор, посівши четверте і третє місце відповідно. У 2019 році гра отримала нагороду від Google у номінації «Best Breakthrough Game», ставши найбільш завантажуваною мобільною грою, дохід від якої склав понад один мільярд доларів. У жовтні 2020 року Free Fire очолила список за найвищою кількістю гравців серед мобільних ігор. У грудні 2020 року гра увійшла в топ-5 найбільш популярних ігор на YouTube, повторивши своє досягнення минулого року, і стала найприбутковішою грою на мобільних пристроях у листопаді того ж року.. Станом на грудень 2020 року, Free Fire має понад 500 мільйонів завантажень у Google Play.

## Конфлікти
У січні 2022 року розробник PUBG компанія Krafton подала позов проти Garena та її материнської компанії Sea про порушення авторських прав. У судовому позові Garena звинувачувалася в копіюванні в іграх Free Fire і Free Fire Max внутрішньоігрових предметів, ігрової механіки та зовнішнього оформлення PUBG: Battlegrounds і PUBG Mobile. На думку Krafton, «Free Fire і Free Fire Max значною мірою копіюють безліч елементів Battlegrounds, як окремо, так і сукупно, включно із захищеною авторським правом унікальною функцією повітряного висаджування під час старту матчу, ігровою структурою й ігровим процесом, поєднанням і вибором зброї, броні й унікальних предметів, локацій, а також вибором колірних схем, матеріалів і текстур».
14 лютого 2022 року Міністерство електроніки та інформаційних технологій уряду Індії заборонило Free Fire разом із 53 іншими застосунками, які становили загрозу конфіденційності та безпеці Індії відповідно до розділу 69A «Закону про інформаційні технології» Конституції Індії.

## Кіберспорт
16 листопада в Ріо-де-Жанейро пройшов чемпіонат світу Free Fire World Series 2019 Rio з призовим фондом у 400 000 $.
1 лютого 2020 року відбулося відкриття турніру російської ліги Free Fire, призовий фонд якого склав 1 200 000 рублів.
3 липня 2020 року Garena анонсувала нову лігу — Free Fire Pro League CIS (FFPL CIS), що містить у собі дві відкриті кваліфікації, два фінали кваліфікацій, закриті кваліфікації, два основні етапи та гранд-фінал ліги. Загальний призовий фонд ліги склав 30 000 $.
У серпні 2020 року було анонсовано міжнародний турнір Free Fire Continental Series (FFCS), який відбувся 21 листопада того ж року. У межах турніру було проведено три змагання: Free Fire America Series (серед гравців із Північної та Південної Америки); Free Fire Asia Series, у якому представлено гравців з Індії, Індонезії, Малайзії, Тайваню, Таїланду та В'єтнаму; Free Fire EMEA Series, де змагатимуться Європа, СНД, Близький Схід і Північна Африка.
У березні 2021 року було оголошено кіберспортивний турнір Free Fire World Series 2021 із призовим фондом у 2 000 000 $, який відбувся в травні 2021 року в Сінгапурі. За даними сайту Pocket Gamer, дати проведення турніру було змінено через глобальну пандемічну ситуацію.